# Virginia Apgar
Virginia Apgar (født 7. juni 1909 i Westfield i New Jersey, død 7. august 1974 i New York City) var en amerikansk læge (Anæstesiolog). Hun udviklede et pointsystem til vurdering af babyers fysiske tilstand. Det er opkaldt efter hende og kendes som Apgar score.
I 1995 blev hun optaget i National Women's Hall of Fame.